# Estabelecimento Prisional de Viana
O Estabelecimento Prisional de Viana é uma prisão localizada no município de Viana, na província de Luanda, em Angola. É a  maior e a mais representativa das prisões da capital da República de Angola.
Encontra-se dividido em duas administrações: uma controla a população reclusa feminina e a outra a população reclusa masculina.
Em Dezembro de 2012 albergava 3500 reclusos, 850 condenados e 2650 aguardavam pelo julgamento.